# Mustatsaaret (ö i Norra Savolax, Varkaus)
Mustatsaaret är en ö i Finland. Den ligger i sjön Kallavesi och i kommunen Leppävirta i den ekonomiska regionen  Varkaus ekonomiska region  och landskapet Norra Savolax, i den centrala delen av landet, 300 km nordost om huvudstaden Helsingfors. Öns area är 8,6 hektar och dess största längd är 460 meter i nord-sydlig riktning.  Notera att namnet antyder att det är fråga om flera öar.